# アオスジカミキリ
アオスジカミキリ( Xystrocera globosa )はカミキリムシ科の昆虫の一つ。褐色の体で前翅に青緑色の縦筋が入っている。

## 特徴
体長には個体変異が大きく、13-32mmと幅があるが、概して雄が小さい。体は腹背方向にやや扁平になっている。頭部には粗大な点刻が多く、正中線には溝があり、触角の出る孔にはその内側に1個の棘状突起がある。触角は雄では体長よりかなり長く、雌では体長より少し短い程度で、柄節は太くなっており、その末端には棘状突起があり、第3節から第5節までは表面がごく粗くなっており、特に雄では太くなっていて両側には小さな歯状の突起を並べ、その中で第4節が最も長い。前胸は球形で表面は鮫肌状になっている。前翅は後方で狭まり、縦に伸びる3本の隆起した筋と深い点刻があり、末端は丸くなっている。歩脚では腿節は扁平で棍棒状の形をしており、勁節は多少湾曲している。
体色は基本的には濃褐色で、前胸背では中央寄りの両側に曲玉のような赤褐色部がある以外は青緑色に輝いており、また前翅は黄褐色の地に中央を前後に貫いて伸びる青緑色の帯状斑紋がある。また体の下面は暗赤褐色をしている。ただし前胸背の正中線が細く緑色になっているもの、前翅の緑の縦斑が細くて基部にまで達しないものなどの変異が見られる。
別名として石井他編(1950)はセスジカミキリ、フタスジマルムネカミキリ、コウシュンマルクビカミキリを挙げているが、他の文献では見ない。

## 分布
日本では本州、四国、九州、佐渡、壱岐、五島列島に分布し、国外では朝鮮半島、中国南部から東南アジア、マレー、インド、アフリカとハワイまでと広い分布域を持つ。

## 生態他
幼虫の餌になるのはネムノキ、アカシアなどのマメ科植物の樹木で、その枯死木、および腐朽木の樹皮下を食べる。
成虫の出現時期は6-8月で、この間にネムノキの枯れ木や衰弱木などに集まって見られ、また灯火にもよく飛来する。幼虫は餌となる枯れ木の樹皮下および材部を食べて成長し、1世代に2年を要する。6月頃に幼虫が成熟すると、材を食べ進んで出来た中空の坑道内の終点に蛹室を作り、出口の方向を向いて蛹化する。蛹室は坑道を石灰質様の物質で作られたドーム状の仕切りで区切られたものとなっている。